# N-Ethylmaleinimid
 N-Ethylmaleinimid (NEM) ist ein von der Maleinsäure abgeleitetes Imid. 
Es wird bei biochemischen Experimenten zur Blockierung von Sulfhydrylgruppen verwendet, mit denen es bei pH-Werten von 6,5 bis 7,5 spontan reagiert. Diese Reaktion kann durch die Messung der Abnahme der Lichtabsorption bei einer Wellenlänge von 300 nm verfolgt werden. Hierdurch können Reagenzien oder Proteine, die sonst mit den geplanten Versuchen interferieren würden, chemisch inaktiviert werden.